# Old North Bridge
Le North Bridge, mieux connu sous le nom d’Old North Bridge, est un pont de Concord au Massachusetts. Situé dans le Minute Man National Historical Park, c'est un site historique de la bataille de Concord, au début de la guerre d'indépendance des États-Unis.
Le pont d'origine n'a pas survécu et c'est donc une réplique de 1956 qui est conservée. Désormais passerelle pour piétons, il enjambe la rivière Concord sur un axe est-ouest. À l'Est se trouve un obélisque commémoratif et à l'Ouest la statue du Minute Man de Daniel Chester French.

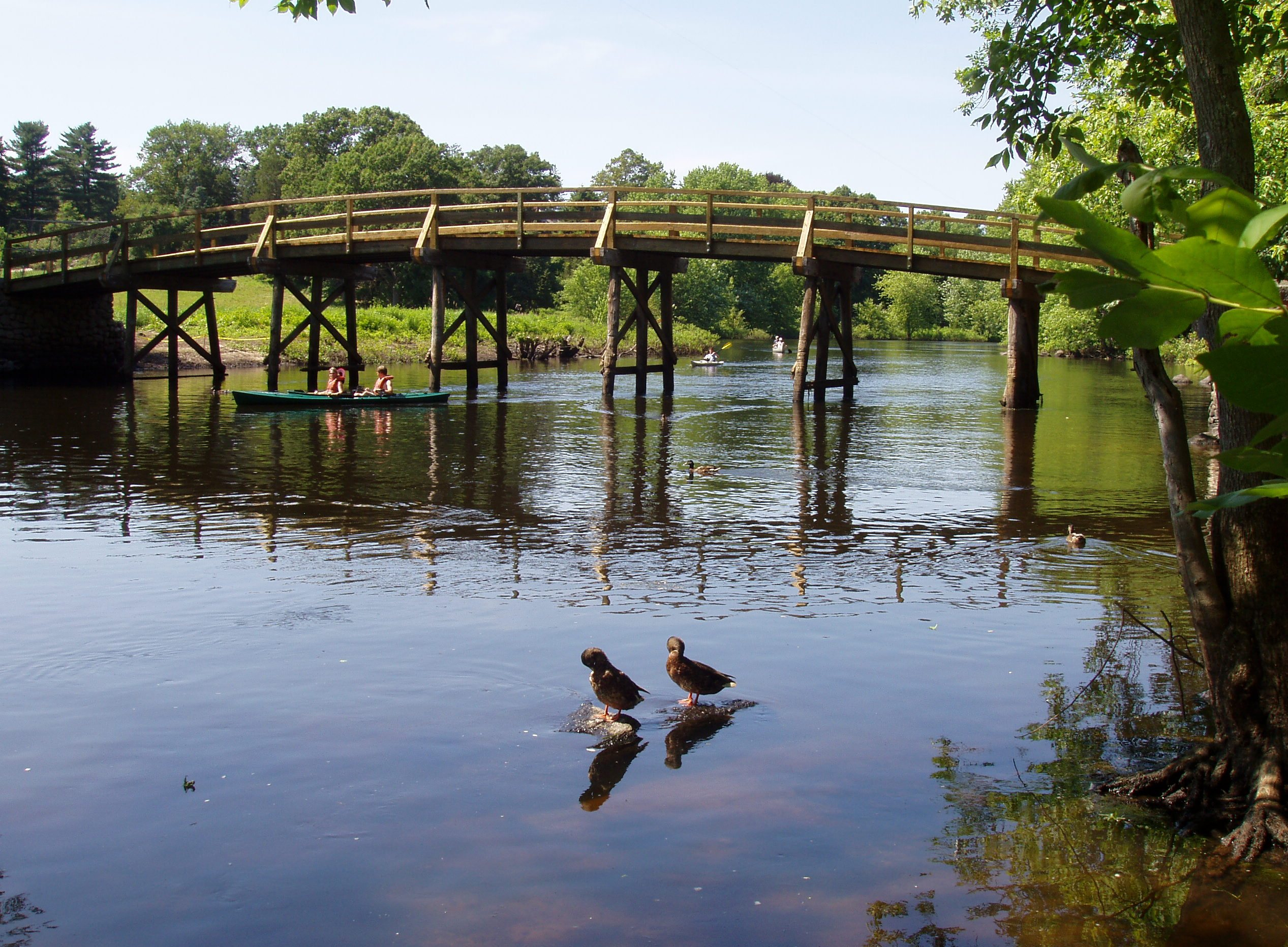
Le pont.
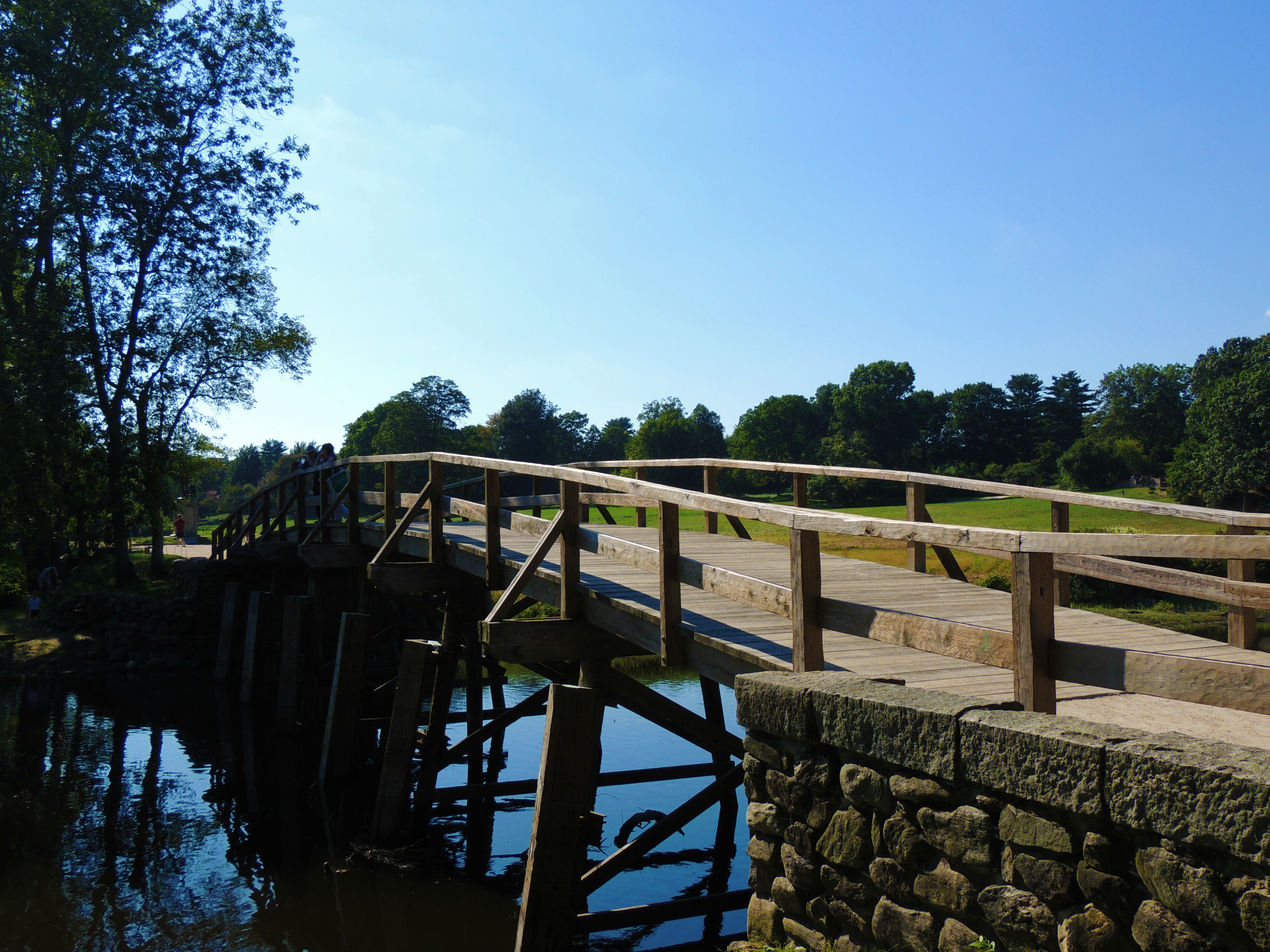
Le pont.
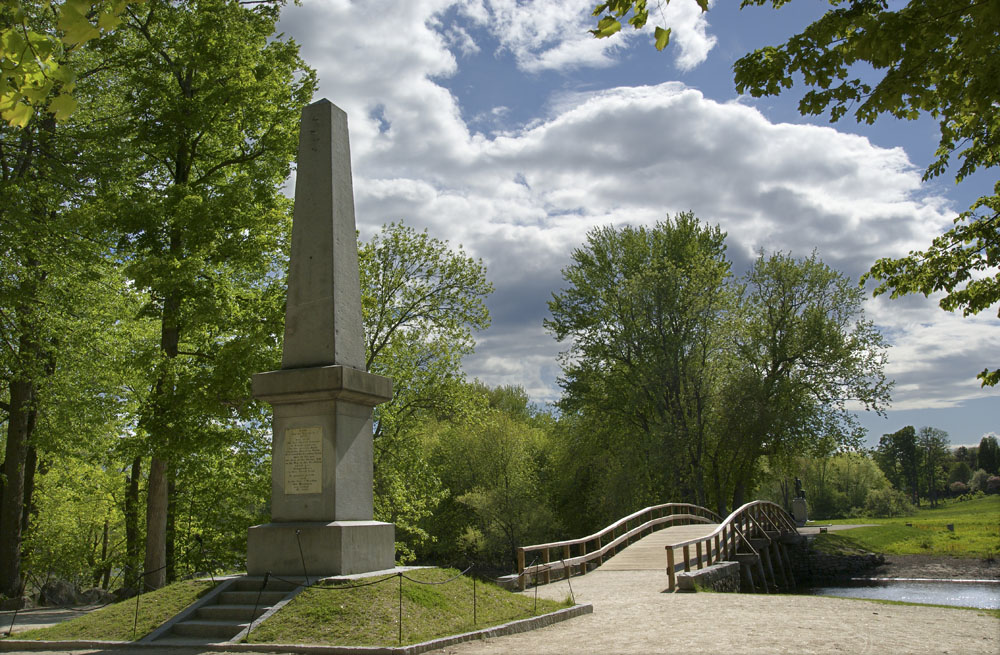
L'obélisque commémoratif et le pont.
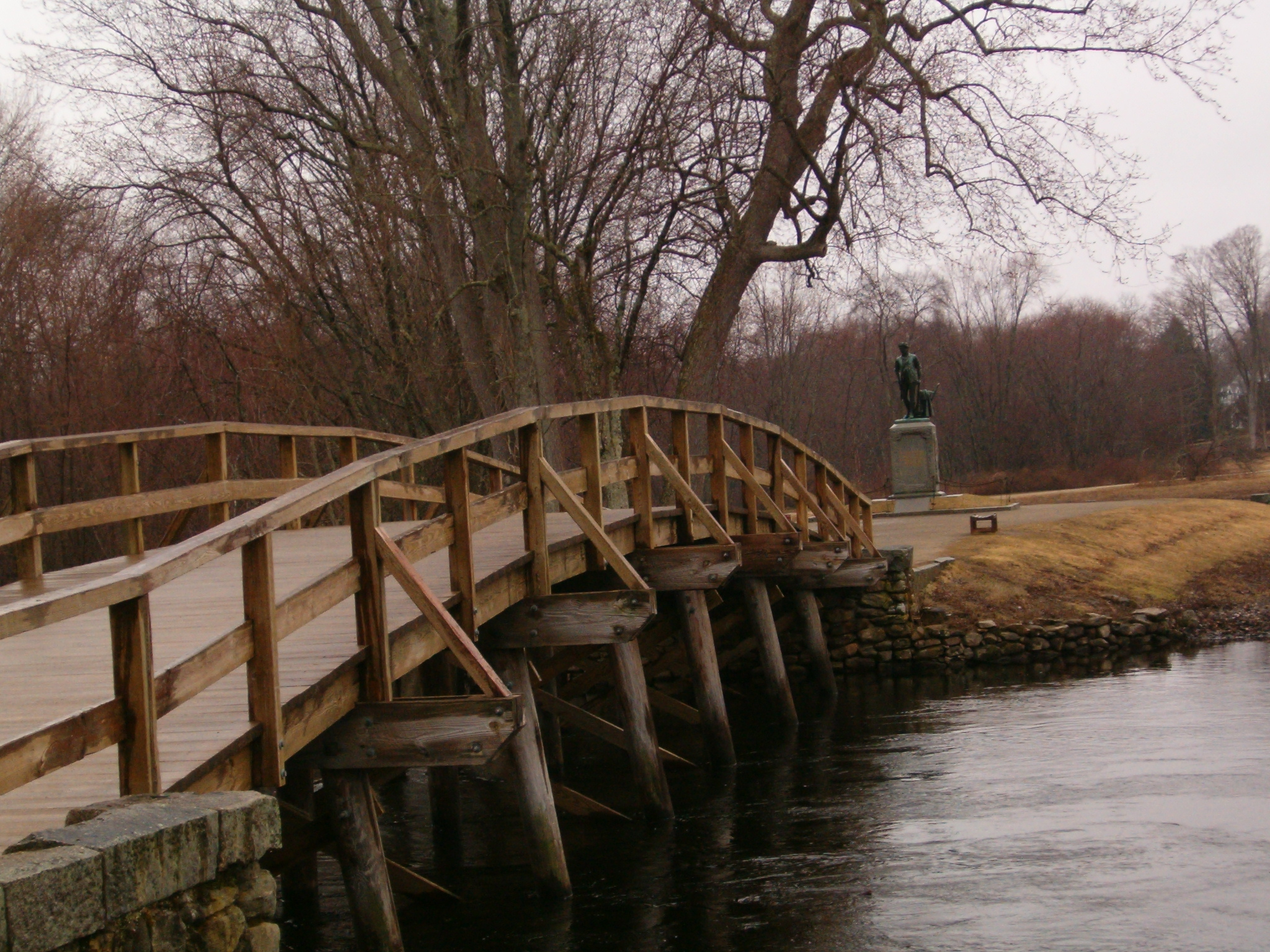
Le pont avec la statue du Minute Man.

Dans le jeu vidéo Fallout 4, ce pont est modélisé près du lieu-dit « Sanctuary Hills ».